# Lista över offentlig konst i Örebro kommun
Lista över offentlig konst i Örebro kommun är en ofullständig förteckning över främst utomhusplacerad offentlig konst i Örebro kommun. 

## City
| Titel                   | Konstnär(er)                           | Årtal | Beskrivning | Typ - material                                         | Plats Koordinater                                       | Bild                 |
| ----------------------- | -------------------------------------- | ----- | ----------- | ------------------------------------------------------ | ------------------------------------------------------- | -------------------- |
| Goatrans                | Fredrik Wretman                        | 2008  |             | Brons                                                  | Storgatan 1 / Trädäcket koordinater saknas              |                      |
| Karl XIV Johan          | Karl Alfred Ohlsson                    | 1919  |             | Granit                                                 | Storgatan / Henry Allards Park 59.27482, 15.21449       | Fler bilder          |
| Sunboy                  | Pekka Kauhanen                         | 2011  |             | Brons                                                  | Järntorget koordinater saknas                           |                      |
| Himlabygge              | Ulf Lernhammar                         | 2012  |             | Sgraffito                                              | Järntorget koordinater saknas                           |                      |
| Befriaren               | Karl Hultström                         | 1914  |             | Brons                                                  | Henry Allards Park koordinater saknas                   | Befriaren            |
| das auto                | Ulf Lernhammar                         | 2011  |             | Billack på plåt                                        | Järntorget koordinater saknas                           |                      |
| Svunnen tid Nya tider   | Per Petersson                          | 2001  |             | Terazzo betong                                         | Slottsparken 59.27352, 15.21694                         |                      |
| Foton                   | Lenny Clarhäll                         | 2009  |             | Cortenstål                                             | Slottsparken koordinater saknas                         |                      |
| Dürers kub              | Lenny Clarhäll                         | 2009  |             | Cortenstål                                             | Slottsparken koordinater saknas                         |                      |
| Vem tror på sagor här?  | Rune Rydelius                          | 1988  |             | Brons, billack, guld och platina                       | Teaterplan koordinater saknas                           |                      |
| Horisontdykaren         | Torsten Renqvist                       | 2000  |             | Brons                                                  | Slottsparken koordinater saknas                         | Horisontdykaren      |
| Das ding an sich        | Hanns Karlewski                        | 2000  |             | Cortenstål                                             | Slottsparken koordinater saknas                         | Das ding an sich     |
| Bågspännande kentaur    | Sigrid Fridman                         | 1965  |             | Brons                                                  | Slottsparken koordinater saknas                         | Bågspännande kentaur |
| Humla                   | Eric Grate                             | 2001  |             | Kalksten                                               | Slottsparken koordinater saknas                         | Humla                |
| Getgubben               | Allan Runefelt                         | 2004  |             | Brons                                                  | Slottsparken koordinater saknas                         |                      |
| Kristusbäraren          | Kajsa Mattas                           | 2003  |             | Brons                                                  | Slottsparken koordinater saknas                         |                      |
| Torso                   | Britta Nehrman                         | 1950  |             | Brons                                                  | Slottsparken vid Länsmuseet koordinater saknas          |                      |
| Vildsvin                | Carl Frisendahl                        | 1963  |             | Brons                                                  | Örebro Läns Museum, Engelbrektsgatan koordinater saknas |                      |
| Gamla normer nya former | Göran Lange Jenö Debröczy Laszlo Marko | 1970  |             | Granit                                                 | Stortorget koordinater saknas                           |                      |
| Engelbrekt              | Carl Gustaf Qvarnström                 | 1865  |             | Brons                                                  | Stortorget 59.27204, 15.21244                           | Engelbrekt           |
| Klockspelet             | Emil Mirtchev                          | 1999  |             | Brons                                                  | Rådhuset koordinater saknas                             |                      |
| Bysantinsk häst         | Okänd                                  | 1997  |             | Brons                                                  | Stallbacken / Kungsgatan 1 koordinater saknas           |                      |
| Bärare av betydelse     | Pia König                              | 2011  |             | Fiberbetong, gummibeläggning, metall, lysrörsbelysning | Våghustorget koordinater saknas                         |                      |
| Systrarna               | Stig Blomberg                          | 1953  |             | Brons                                                  | Konserthuset koordinater saknas                         | Systrarna            |
| Väv av ögonblick        | Bo Samuelsson                          | 2003  |             | Aluminium, självlysande färg, epoxyfundament           | Fisktorget koordinater saknas                           |                      |
| Delat klot              | Lennart Kindgren                       | 1974  |             | röd Vångagranit                                        | Vasagatan 15 koordinater saknas                         |                      |

## Stadsparken
| Titel                | Konstnär(er)           | Årtal | Beskrivning | Typ - material | Plats Koordinater                        | Bild                 |
| -------------------- | ---------------------- | ----- | ----------- | -------------- | ---------------------------------------- | -------------------- |
| Lövkoja              | Kerstin Hörnlund       | 2011  |             | Betong, mosaik | Stadsparken koordinater saknas           |                      |
| Inträdet             | Torbjörn Lindgren      | 2008  |             | Alm            | Stadsparken koordinater saknas           |                      |
| Den växande familjen | Bertil Bagare Kindgren | 1974  |             | Brons, betong  | Stadsparken koordinater saknas           | Den växande familjen |
| Lyssnande lodjur     | Georg Ganmar           | 1979  |             | Brons          | Stadsparken koordinater saknas           |                      |
| Resonans             | Arne Jones             | 1958  |             | Brons          | Stadsparken koordinater saknas           | Resonans             |
| Silversurfaren       | Urban Engström         | 2006  |             | Aluminium      | Stadsparken koordinater saknas           |                      |
| Nallefåtölj          | Karin Johansson        | 1993  |             | Ekebergsmarmor | Stadsparken koordinater saknas           |                      |
| Hjorten              | Arvid Knöppel          | 1953  |             | Brons          | Stadsparken koordinater saknas           | Hjorten              |
| Liten kerub          | Anna Molander          | 1997  |             | Brons          | Stadsparken koordinater saknas           |                      |
| Balans               | Richard Brixel         | 1985  |             | Brons          | Stadsparken koordinater saknas           | Balans               |
| Romeo och Julia      | Eric Grate             | 2000  |             | Brons          | Stadsparken koordinater saknas           |                      |
| Vändkorsfågel        | Lars Spaak             | 1974  |             | Brons          | Stadsparken koordinater saknas           | Vändkorsfågel        |
| Cajsa Warg           | Kajsa Mattas           | 1997  |             | Brons          | Stadsparken koordinater saknas           |                      |
| Rävarnas picknick    | Lillan Kullgren        | 1991  |             | Järn           | Stadsparken koordinater saknas           |                      |
| Ung pojke            | Lennart Källström      | 1958  |             | Brons          | Stadsparken koordinater saknas           | Ung pojke            |
| Jeremias             | Lenny Clarhäll         | 2008  |             | Brons          | Stadsparken/Wadköping koordinater saknas |                      |
| Profilen Bergman     | Göran Danielsson       | 1993  |             | Rostfritt stål | Stadsparken koordinater saknas           |                      |

## Lilla Å Promenaden
| Titel                         | Konstnär(er)         | Årtal | Beskrivning | Typ - material                               | Plats Koordinater                     | Bild                          |
| ----------------------------- | -------------------- | ----- | ----------- | -------------------------------------------- | ------------------------------------- | ----------------------------- |
| Blått ljus                    | Mikael Richter       | 2002  |             | Stål, ljusdioder                             | Lilla Å-promenaden koordinater saknas | Blått ljus                    |
| Backdoor                      | James Bates          | 2001  |             | Tegel, stål                                  | Lilla Å-promenaden koordinater saknas | Backdoor                      |
| Lilla regnet                  | Johan Ledung         | 2000  |             | Brons                                        | Lilla Å-promenaden koordinater saknas | Lilla regnet                  |
| Ljus vid liten å              | Ronny Andersson      | 2004  |             | Ljusinstallation på 12 platser               | Lilla Å-promenaden koordinater saknas |                               |
| Åkullens väktare              | Uta Jacobs           | 2001  |             | Ekebergsmarmor                               | Lilla Å-promenaden koordinater saknas | Åkullens väktare              |
| Bro                           | Ann Sidén            | 1998  |             | Brons                                        | Lilla Å-promenaden koordinater saknas | Bro                           |
| Skulptur till Ulla            | Börje Wahlström      | 1999  |             | Bohusgranit                                  | Lilla Å-promenaden koordinater saknas | Skulptur till Ulla            |
| Lux                           | Karin Kjellson       | 1998  |             | Lärkträ                                      | Lilla Å-promenaden koordinater saknas | Lux                           |
| Kyssen                        | Monika Larsen Dennis | 2004  |             | Marmor                                       | Lilla Å-promenaden koordinater saknas | Kyssen                        |
| Mellan två vatten             | Ann Carlsson Korneev | 2000  |             | Ekebergsmarmor, larvikit                     | Lilla Å-promenaden koordinater saknas | Mellan två vatten             |
| Mellan slump och nödvändighet | Stefan Rydéen        | 2002  |             | Brons                                        | Lilla Å-promenaden koordinater saknas | Mellan slump och nödvändighet |
| Fågeltempel                   | Torsten Molander     | 1998  |             | Bjärlövgranit, ekebergsmarmor, betong, brons | Lilla Å-promenaden koordinater saknas | Fågeltempel                   |

## Övriga kommunen
| Titel                                                  | Konstnär(er)                         | Årtal | Beskrivning | Typ - material                | Plats Koordinater                                                  | Bild            |
| ------------------------------------------------------ | ------------------------------------ | ----- | --- | ----------------------------- | ------------------------------------------------------------------ | --------------- |
| Väggutsmyckning                                        | Stig Ghylfe                          | 1981  | | Betongristning, lackerad plåt | Vasatunneln koordinater saknas                                     |                 |
| Portal                                                 | Bård Breivik                         | 2008  | | Granit                        | Behrn Arena/ Rudbecksgatan koordinater saknas                      |                 |
| Emaljfris                                              | Endre Nemes                          | 1961  | | Emaljmåleri                   | Drottninggatan 44-60 koordinater saknas                            | Emaljfris       |
| Sputnik                                                | Kapitän                              | 2010  | | Glasblock                     | Drottninggatan koordinater saknas                                  | Fler bilder     |
| Laurentius och Olaus Petri                             | Nils Sjögren                         | 1929  | | Brons                         | Olaus Petri Kyrka koordinater saknas                               | Fler bilder     |
| Figurant                                               | Jim Axén                             | 1993  | | Brons                         | Polishuset koordinater saknas                                      |                 |
| Eugen von Rosen                                        | Ingel Fallstedt                      | 1898  | | Brons                         | Centralstationen koordinater saknas                                | Eugen von Rosen |
| Poeten (Harald Forss)                                  | Karin Ward                           | 2002  | | Järnplåt                      | Storgatan 33 koordinater saknas                                    | Fler bilder     |
| Dörrverk, Light Box, Light House, Observer             | David Svensson                       | 2005  | | Ljusgestaltning               | koordinater saknas                                                 |                 |
| Okänd titel                                            | Karin Granqvist                      | 1998  | | Måleri                        | koordinater saknas                                                 |                 |
| Rekvisita                                              | Roland Persson                       | 2002  | | Skulptur                      | Humanistiska institutionen, Örebro universitet. koordinater saknas |                 |
| Duo                                                    | Lars Englund                         | 2005  | | Skulptur                      | Örebro universitet koordinater saknas                              |                 |
| Okänd titel                                            | Love and Devotion                    | 2006  | | Helhetsgestaltning            | Olaus Petriskolans skolgård koordinater saknas                     |                 |
| Watch your step. Inside Out                            | Anna Nordqvist Andersson             | 2008  | | Fotografi                     | koordinater saknas                                                 |                 |
| En liten berättelse i tre delar - Den, Eken och Molnet | Jennifer Forsberg                    | 2009  | | Skulptur                      | koordinater saknas                                                 |                 |
| Bevingad                                               | Gunilla Poignant                     | 2012  | | Skulptur                      | koordinater saknas                                                 |                 |
| Ikaros syster                                          | Karin Ward                           | 1978  | | Skulptur                      | Örebro Airport koordinater saknas                                  | Fler bilder     |
| "Till minne av en god samhällsgärning"                 | Ture Johansson                       | 1951  | Byst föreställande Harald Åkerberg. Åkerberg var chefredaktör på Örebro Kuriren och ordförande i Jordbrukarbanken. För att kunna köpa mark i Brunnsparken var Föreningen Folkets Park tvungna att låna pengar och Åkerberg gjorde detta möjligt. | Byst - Brons                  | Brunnsparken Adolfsberg koordinater saknas                         | Fler bilder     |
| Ljusbågen                                              | Dascha Esselius                      |       | | rostfri spegel, koppar, neon  | vid Brunnsparken Adolfsberg koordinater saknas                     | Fler bilder     |
| Soluret                                                | Okänd                                |       | | Sten, metall                  | Brunnsparken Adolfsberg koordinater saknas                         | Fler bilder     |
| Betongdörren                                           | Okänd                                |       | | Betong                        | Brunnsparken Adolfsberg koordinater saknas                         | Fler bilder     |
| "I Sommarhagen"                                        | Emil Näsvall                         | 1952  | Staty föreställande ett ungt folkparkspar. | Sten                          | Brunnsparken Adolfsberg koordinater saknas                         |                 |
| Kronblom                                               | Sören Niklasson Sven-Göran Niklasson | 1988  | | Skulptur - Trä                | utanför Brunnsparken Adolfsberg koordinater saknas                 | Fler bilder     |